# Deckwerk

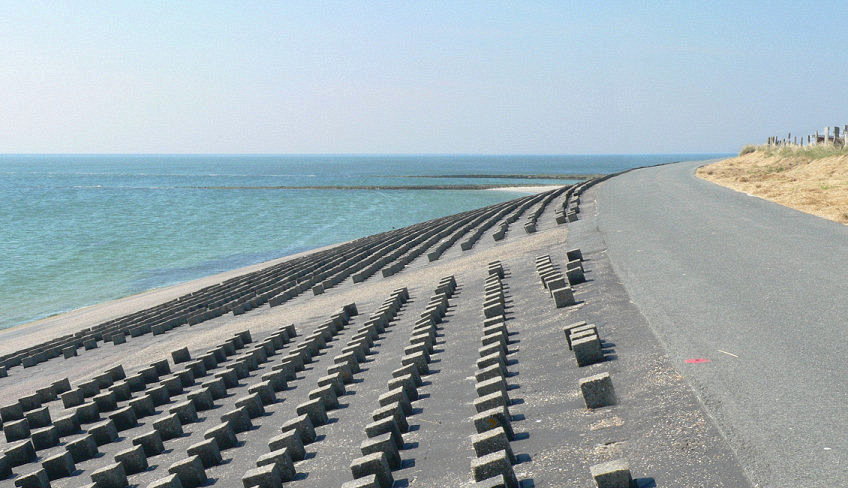
Deckwerke aus Beton gegen Sturmfluten an der Westseite von Wangerooge

Als Deckwerke werden im Wasserbau die äußeren Schutzschichten für Böschungen von Uferbauwerken verstanden. Ihre Aufgabe besteht darin, das Bauwerk wasserseitig gegen die Wirkungen von Wellen und Strömungen zu sichern. Sie schützen besonders gefährdete Teile der Böschung.
Je nach Funktion, Ausführungsart und verwendetem Baustoff werden unterschieden
- Geschlossene und offene Deckwerke
- Schüttstein-, Setzstein-, Betonsteindeckwerke und andere
- Platten- und Mattendeckwerke
- Glatt- und Rauhdeckwerke

Diese Deckwerke sind dem Totverbau zuzurechnen. Es werden nach Möglichkeit auch Kombinationen von Tot- und Lebendverbau angewendet, bei denen etwa ab oberhalb des Mittelwasserstandes gewässertypische Pflanzen angesiedelt werden, um geeignete Pflanzenbestände zur nachhaltigen Ufersicherung zu entwickeln (vgl. DIN 19657). Dies können je nach Strömungsangriff und/oder Wellenschlag Weidengebüsche, Gehölzsäume aus Bäumen und Sträuchern, Röhrichte oder Landschaftsrasen sein. Die Ansiedlung erfolgt mit ingenieurbiologischen Bauweisen, die schon in der Anfangsphase eine gewisse Erosionsstabilität aufweisen (DWA - M 620).